# Akkar
Akkar is een district in het gouvernement Noord in Libanon. De hoofdstad is de stad Halba.
Akkar heeft een oppervlakte van 788 vierkante kilometer en een bevolkingsaantal van 198.174.